# 세토정 (오카야마현)
세토정(瀬戸町)은 오카야마현 오카야마시 히가시구에 있는 광역지구이다. 예전의 아카이와군 세토정은 2007년 1월 22일 오카야마 시에 편입 합병해 세토지소의 관할 지역이 되었다.

## 역사
고분 시대에는 이 근처가 세토 내해 해안선이었다. 이 때문인지 「에지리」, 「가타세」라고 하는 해변을 연상시키는 지명이 남아 있다.
- 1889년 6월 1일 - 정촌제 시행으로 이와나시군 후쓰리촌이 성립하였다.
- 1900년 4월 1일 - 후쓰리촌 관할권이 아카이와군으로 변경되었다.
- 1915년 1월 1일 - 정으로 승격해 세토정이 되었다.
- 1955년 - 2정 2촌이 합병해 세토정이 되었다.
- 2007년 1월 22일 - 다케베정과 함께 오카야마시에 편입합병되었다.
- 2009년 4월 1일 오카야마시가 정령지정도시로 승격해 세토지구의 행정구는 히가시구가 되었다.

## 교통

### 철도
- 서일본 여객철도
  - 산요 본선
  - 산요신칸센

### 도로
- 오카야마 자동차도
- 미마사카 오카야마자동차도